# Choca-do-bambu
Formigueiro-do-bambu ou choca-do-bambu (Cymbilaimus sanctaemariae) é uma espécie de ave da família Thamnophilidae.
Pode ser encontrada nos seguintes países: Bolívia, Brasil e Peru.
Os seus habitats naturais são: florestas subtropicais ou tropicais húmidas de baixa altitude.